# Vinchio
Vinchio is een gemeente in de Italiaanse provincie Asti (regio Piëmont) en telt 665 inwoners (31-12-2004). De oppervlakte bedraagt 9,3 km², de bevolkingsdichtheid is 72 inwoners per km².

## Demografie
Vinchio telt ongeveer 317 huishoudens. Het aantal inwoners daalde in de periode 1991-2001 met 3,7% volgens cijfers uit de tienjaarlijkse volkstellingen van ISTAT.
| Jaar | Inwoneraantal |
| ---- | ------------- |
| 1991 | 725           |
| 2001 | 698           |

## Geografie
Vinchio grenst aan de volgende gemeenten: Belveglio, Castelnuovo Calcea, Cortiglione, Mombercelli, Nizza Monferrato, Vaglio Serra.
Agliano Terme · Albugnano · Antignano · Aramengo · Asti · Azzano d'Asti · Baldichieri d'Asti · Berzano di San Pietro · Bruno · Bubbio · Buttigliera d'Asti · Calamandrana · Calliano · Calosso · Camerano Casasco · Canelli · Cantarana · Capriglio · Casorzo · Cassinasco · Castagnole Monferrato · Castagnole delle Lanze · Castel Boglione · Castel Rocchero · Castell'Alfero · Castellero · Castelletto Molina · Castello di Annone · Castelnuovo Belbo · Castelnuovo Calcea · Castelnuovo Don Bosco · Cellarengo · Celle Enomondo · Cerreto d'Asti · Cerro Tanaro · Cessole · Chiusano d'Asti · Cinaglio · Cisterna d'Asti · Coazzolo · Cocconato · Corsione · Cortandone · Cortanze · Cortazzone · Cortiglione · Cossombrato · Costigliole d'Asti · Cunico · Dusino San Michele · Ferrere · Fontanile · Frinco · Grana · Grazzano Badoglio · Incisa Scapaccino · Isola d'Asti · Loazzolo · Maranzana · Maretto · Moasca · Mombaldone · Mombaruzzo · Mombercelli · Monale · Monastero Bormida · Moncalvo · Moncucco Torinese · Mongardino · Montabone · Montafia · Montaldo Scarampi · Montechiaro d'Asti · Montegrosso d'Asti · Montemagno Monferrato · Montiglio Monferrato · Moransengo-Tonengo · Nizza Monferrato · Olmo Gentile · Passerano Marmorito · Penango · Piea · Pino d'Asti · Piovà Massaia · Portacomaro · Quaranti · Refrancore · Revigliasco d'Asti · Roatto · Robella · Rocca d'Arazzo · Roccaverano · Rocchetta Palafea · Rocchetta Tanaro · San Damiano d'Asti · San Giorgio Scarampi · San Martino Alfieri · San Marzano Oliveto · San Paolo Solbrito · Scurzolengo · Serole · Sessame · Settime · Soglio · Belveglio · Tigliole · Tonco · Vaglio Serra · Valfenera · Vesime · Viale · Viarigi · Vigliano d'Asti · Villa San Secondo · Villafranca d'Asti · Villanova d'Asti · Vinchio
1. ↑  https://demo.istat.it/?l=it.